# Ибара, Франшель
Франшель Ибара (фр. Franchel Ibara; род. 27 июля 1989, Браззавиль) — конголезский футболист, который играл на позиции нападающего.

## Клубная карьера
Родился в Браззавиле, Республика Конго. Играл за футбольный клуб «Этуаль дю Конго», а затем перешёл во французский футбольный клуб «Сошо». После года, проведённого во Франции, вернулся в «Этуаль дю Конго», где играл до 2010 года. В ноябре 2010 года подписал контракт с клубом ДР Конго «Вита», а годом позже вернулся в Конго. В ноябре 2011 года подписал контракт с клубом «Леопардс».

## Международная карьера
В июле 2007 года принял участие в чемпионате мира по футболу среди молодёжных команд в Канаде, забив гол с пенальти на 59-й минуте матча против сборной Австрии по футболу.
22 июня 2008 года дебютировал за сборную Республики Конго по футболу в отборочном матче чемпионата мира по футболу 2010 года против сборной Чада по футболу и забил свой первый гол в этом матче.

## Семья
Его брат Гийом Ибара большую часть своей карьеры играл в низших футбольных лигах Бельгии. Гийом играл за команду провинциальной бельгийской футбольной лиги «Энтант Бленьитуаз», а также участвовал в международных матчах за сборную Республики Конго по футболу в отборочном турнире Кубка африканских наций.